# 科馬拉波 (夏威夷州)
科馬拉波（英語：Kaumalapau）是位於美國夏威夷州茂宜縣的一個非建制地區。該地的面積和人口皆未知。

## 地理
科馬拉波的座標為20°47′13″N 156°59′22″W / 20.78694°N 156.98944°W，而該地的平均海拔高度為0米（即0英尺）。